# Steve Buscemi
Steven Vincent "Steve" Buscemi (Brooklyn, New York, 13. prosinca 1957.) američki je glumac, scenarist i redatelj. Poznat je po ulogama u kriminalističkim filmovima, ali i ulozi Tonyja Blundetta iz televizijske serije Obitelj Soprano.

## Životopis
Otac Stevea Buscemia, John Buscemi, podrijetlom je sa Sicilije, dok je majka Dorothy, rođena Wilson, irskog podrijetla. Brat je Michaela Buschemia. 1987. oženio je Jo Anders, i imaju sina Luciana.
Buscemi se često pojavljuje u filmovina Michaela Baya, braće Coen, Adama Sandlera i Quentina Tarantina. Jednu od najpoznatijih uloga, paranoičnog kradljivca dijamanata, Mr. Pinkka, odigrao je u Tarantinovom filmu, Reservoir Dogs. Buscemi je također režirao nekoliko dijelova TV-serije Obitelj Soprano, gdje je i glumio Tonyja Blundetta, rođaka Tonyja Soprana. Steve Buscemi je režirao i filmove, između ostalih, Interview u kojem glumi glavnu ulogu zajedno sa Siennom Miller. Bioo je H&M-model 2000. godine.
Steve Buscemi najčešće dobiva uloge koje nisu svakodnevne; npr Crazy Eye u Mr. Deedsu, Les Galantine u Deliriousu i Donny u Velikom Lebowskom. Buscemi 
često glumi uloge koje govore brzo; npr. Mr. Pink u Reservoir Dogs
Buscemi je odigrao glavnu ulogu u seriji Boardwalk Empire, koju je producirao i režirao Martin Scorsese.

## Vanjske poveznice
- Steve Buscemi u internetskoj bazi filmova IMDb-u (engl.)